# Jayme Brandão de Marsillac
Jayme Brandão de Marsillac (Rio de Janeiro, 8 de junho de 1939) é um médico brasileiro.
Foi eleito membro da Academia Nacional de Medicina em 1984, ocupando a Cadeira 36, da qual Firmino von Doellinger da Graça é o patrono.